# 黑霧事件 (日本棒球)
黑霧事件是日本棒球界的一起醜聞，1969年10月8日，日本《讀賣新聞》與《報知新聞》披露了日本職棒太平洋聯盟西鐵獅投手永易將之涉嫌收受黑道賄賂打假球，骨牌效應擴大，許多西鐵獅的球員亦涉有重嫌，包括當時的中日龍王牌投手小川健太郎也被判終身禁賽。1969年11月28日，日本棒球機構對永易將之做出「永久禁賽」處分。1970年4月5日，永易將之於札幌被警方逮捕，並坦承受賄，指出西鐵獅另外六名球員同樣涉嫌打假球。此事件造成日本職棒（尤其太平洋聯盟）票房一落千丈，並導致西鐵獅隊及東映飛行家隊遭到轉賣。此事件共有14名球員涉案，並有7名球員被日本職棒界永久禁賽，史稱「黑霧事件」。

## 涉案球員
下列球員涉案：
| 球員       | 球隊   | 守備位置 | 涉案情節                             | 處分                     |
| ---------- | ------ | -------- | ------------------------------------ | ------------------------ |
| 永易將之   | 西鐵   | 投手     | 參與放水行為                         | 終身禁賽                 |
| 池永正明   | 西鐵   | 投手     | 收受金錢而被要求放水                 | 終身禁賽                 |
| 與田順欣   | 西鐵   | 投手     | 參與並教唆放水行為                   | 終身禁賽                 |
| 益田昭雄   | 西鐵   | 投手     | 參與並教唆放水行為                   | 終身禁賽                 |
| 小川健太郎 | 中日   | 投手     | 參與賽車比賽造假                     | 終身禁賽                 |
| 森安敏明   | 東映   | 投手     | 收受金錢而被要求放水                 | 終身禁賽                 |
| 村上公康   | 西鐵   | 捕手     | 收到放水行為的教唆，但未向球團報告   | 禁賽一年                 |
| 船田和英   | 西鐵   | 内野手   | 收到放水行為的教唆，但未向球團報告   | 禁賽一年                 |
| 葛城隆雄   | 阪神   | 内野手   | 參與賽車比賽造假                     | 被取消球員資格三個月     |
| 桑田武     | 養樂多 | 内野手   | 參與賽車比賽造假                     | 被取消球員資格三個月     |
| 成田文男   | 羅德   | 投手     | 與涉嫌棒球賭博的黑道團體有所往來     | 1個月紀律處分            |
| 坂井勝二   | 大洋   | 投手     | 與黑道團體有所往來                   | 無限期停賽和減薪         |
| 江夏豐     | 阪神   | 投手     | 與疑似涉嫌棒球賭博的黑道團體有所往來 | 申誡處分                 |
| 三浦清弘   | 南海   | 投手     | 收到放水行為的教唆，但未向球團報告   | 申誡處分                 |
| 田中調     | 東映   | 投手     | 收到放水行為的教唆，但未向球團報告   | 嚴重申誡處分             |
| 基滿男     | 西鐵   | 内野手   | 收到放水行為的教唆，但未向球團報告   | 嚴重警告                 |
| 高山勲     | 大洋   | 投手     | 參與並教唆他人賽車比賽造假           | 無處分，但實際上終身禁賽 |
| 田中勉     | 中日   | 投手     | 參與並教唆他人賽車比賽造假           | 無處分，但實際上終身禁賽 |
| 佐藤公博   | 南海   | 投手     | 參與並教唆他人賽車比賽造假           | 無處分，但實際上終身禁賽 |